# Peleg Peak
Der Peleg Peak ist ein 920 m hoher und felsiger Berggipfel an der Oskar-II.-Küste des Grahamlands auf der Antarktischen Halbinsel. Er ragt 6 km nordwestlich des Ishmael Peak aus einem Massiv zwischen dem Flask- und dem Leppard-Gletscher auf.
Der Falkland Islands Dependencies Survey nahm 1955 Vermessungen vor. Das UK Antarctic Place-Names Committee benannte ihn 1957 nach Kapitän Peleg, Miteigner des Walfangschiffs Pequod in Herman Melvilles 1851 veröffentlichtem Roman Moby-Dick.